# Marx-Engels Forum

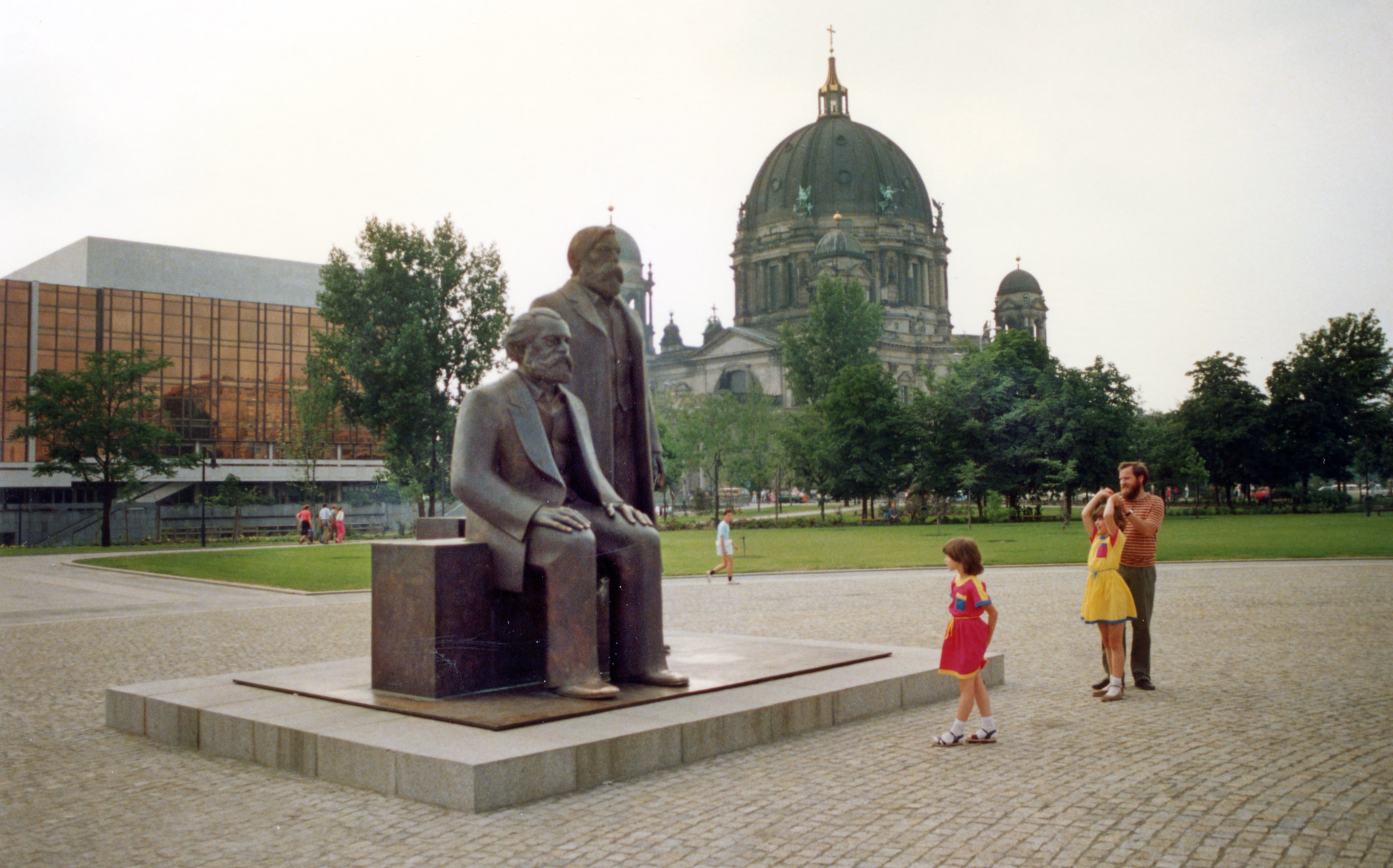
El Marx-Engels-Forum en 1986. Al fondo, el Palacio de la República y la Catedral.

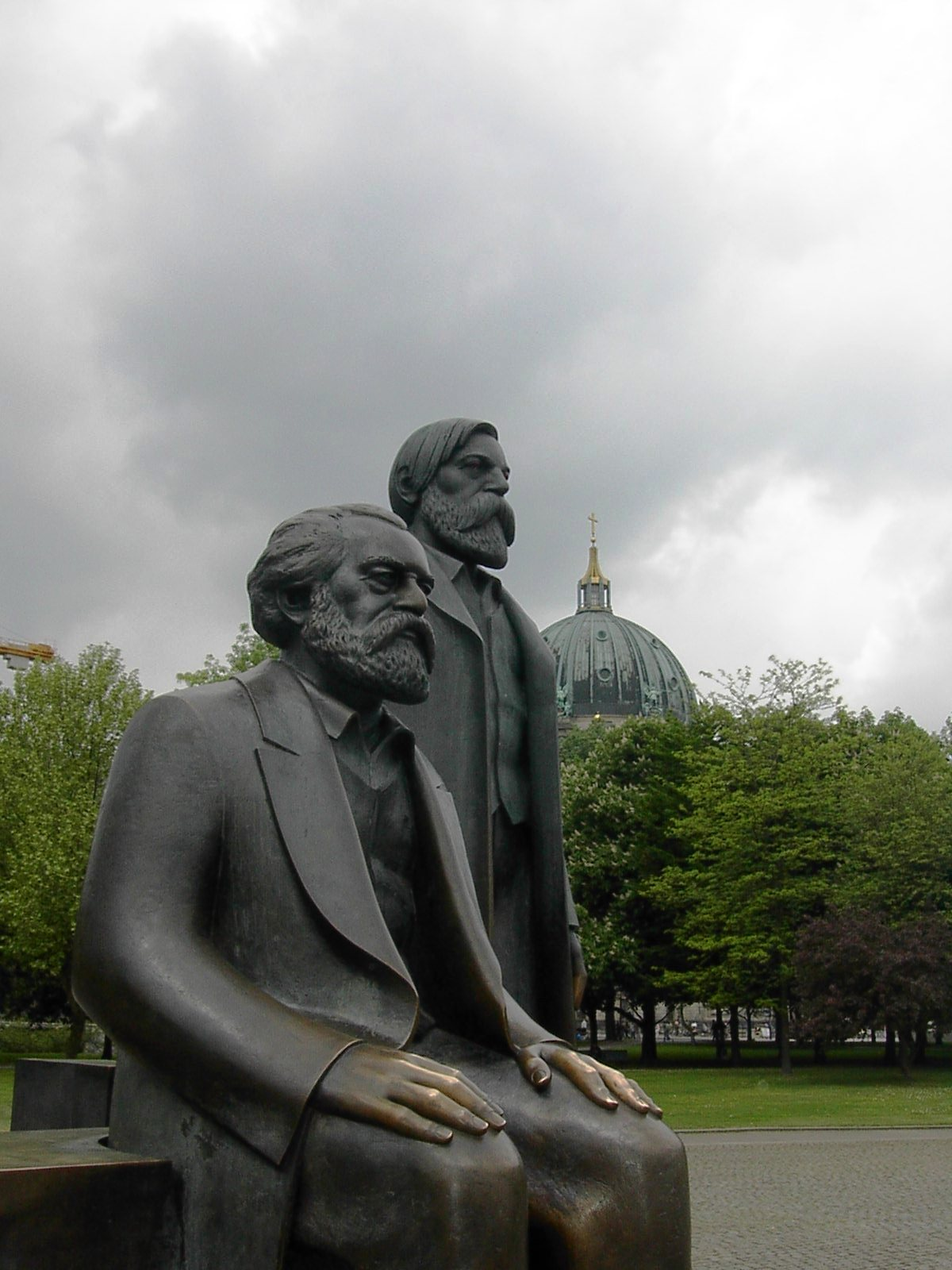
Estatuas de Karl Marx (delante) y Friedrich Engels

El Marx-Engels-Forum es un parque público en el distrito de Mitte en Berlín, capital de  Alemania. El nombre es por Karl Marx y Friedrich Engels, autores del Manifiesto Comunista de 1848 y considerados los fundadores del comunismo. El parque fue creado por las autoridades de la RDA en 1986.
El Marx-Engels-Forum está en la orilla este del Spree, frente al lugar anteriormente ocupado por el Palacio de la República (ahora demolido) y el Palacio Real.
Antes de la Segunda Guerra Mundial esta zona entre el río y Alexanderplatz era un barrio densamente poblado. Esta área, que incluía la oficina de correos, fue intensamente bombardeada en 1944/45 y la mayoría de sus edificios quedaron en ruinas. Después de la guerra se eliminaron esas ruinas pero no se construyó nada aquí.
Cuando se iba a reconstruir Nikolaiviertel (al lado) en 1977, las autoridades de la RDA planearon una zona verde entre el Palacio de la República y la Torre de telecomunicaciones de Berlín. El escultor Ludwig Engelhardt fue nombrado director del proyecto para construir en la zona un homenaje a Marx y Engels, los fundadores de la ideología comunista que profesaba el régimen de la RDA. Consiste en una parque arbolado rectangular con un gran área circular pavimentada en el centro, con una escultura de bronce representando a Marx (sentado) y a Engels (de pie), realizada por el propio Engelhardt. Detrás de las estatuas hay un muro con relieves representando escenas de la historia del movimiento socialista alemán. Se inauguró en 1986.
Tras la reunificación alemana en 1990, el futuro del Marx-Engels Forum se convirtió en objeto de controversia. Algunos berlineses lo ven como una reliquia no deseada de un régimen extinto, y defienden que se eliminen las estatuas y se renombre el parque. Otros consideran que el lugar tiene significancia tanto histórica como artística, y debe ser preservado. Esta última postura es la que ha prevalecido. Hoy, las estatuas son una atracción turística, y mucha gente se sienta en las rodillas de Marx para hacerse una foto. Respecto a la extensión de la línea U5 del metro que está planificada y que tendrá el parque en obras durante varios años, el alcalde de Berlín, Klaus Wowereit, ha abierto recientemente el debate acerca de si reconstruir el barrio medieval que había allí cuando terminen las obras.